# Фронт национального единства (Боливия)
Фронт национального единства (исп. Frente de Unidad Nacional; UN) — умеренная политическая партия Боливии, определяемая как лево-центристская или центристская. Образована в 2003 году Самуэлем Дориа Мединой.

## Идеология
«Национальное единство» описывает свою экономическую политику как направленную на развитие и поддержку демократического управления. Партия призывает к строительству «демократической Боливии с солидарностью, широким развитием, уважающей права человека, осознающей своё разнообразие и определяющей свою судьбу». Основав партию, цементный магнат Дориа Медина призвал к политике благоприятной для «тех предпринимателей, которые создают рабочие места и не участвуют в процессе принятия решений на национальном уровне». Партия стремится позиционировать себя как умеренную третью силу в боливийской политике. Его электоральная база - городской средний класс.

## История
Фронт национального единства была основана в конце 2003 года Самуэлем Дориа Мединой, вышедшим из Левого революционного движения ранее в том же году. Партия тесно связана с цементной компанией Дориа Медины Sociedad Boliviana de Cemento (Soboce).
На выборах в 2005 году партия собрала 7,8% голосов избирателей и получила 8 из 130 мест в Палате депутатов и одно из 27 мест в Сенате. Кандидат в президенты Дориа Медина набрал 7,8% голосов избирателей. На выборах 2009 года Медина снова баллотировался в президенты и получил 5,65% голосов, а партия получила три места в Палате депутатов. По состоянию на 2013 год Верховный избирательный суд Боливии утвердил список партии из 69 844 членов, хотя сама партия утверждала, что в его списках находится 120 тыс. человек.
На местных выборах 2010 года Фронт национального единства сформировал альянсы с партией Народный консенсус в департаментах Кочабамба и Чукисака, став самой крупной оппозиционной группировкой. Партия стала третьей по величине партией в департаментах Ла-Пас и Оруро. На муниципальном уровне, однако, в 2010 году партия не выиграла ни одних выборов в мэры, хотя в 2004 году имела шестнадцать мэров. 
На всеобщих выборах 2014 года кандидатом в президенты Медина стал вторым по количеству голосов (24,23%), а партия получила 9 сенаторов и 36 депутатов, став основной оппозиционной партией правительству Эво Моралеса.
В марте 2017 года Фронт национального единства был принят в члены Социалистического интернационала.

## Участие в выборах

### Президентские выборы
| Год  | Кандидат             | Голоса     | Голоса | Результат |
| Год  | Кандидат             | Количество | %      | Результат |
| ---- | -------------------- | ---------- | ------ | --------- |
| 2005 | Самуэль Дориа Медина | 224 090    | 7,80%  | Поражение |
| 2009 | Самуэль Дориа Медина | 257 341    | 5,65%  | Поражение |
| 2014 | Самуэль Дориа Медина | 1 253 288  | 24,23% | Поражение |

### Парламентские выборы
| Год  | Голоса     | Голоса | Голоса  | Палата депутатов | Палата депутатов | Сенат      | Сенат |
| Год  | Количество | %      | ±       | Количество       | ±                | Количество | ±     |
| ---- | ---------- | ------ | ------- | ---------------- | ---------------- | ---------- | ----- |
| 2005 | 224 090    | 7,80%  | +7,80 % | 8 из 130         | +8               | 1 из 27    | +1    |
| 2009 | 257 341    | 5,65%  | -2,15 % | 3 из 130         | -5               | 0 из 27    | -1    |
| 2014 | 1 253 288  | 24,23% | +18,58% | 32 из 130        | +29              | 9 из 27    | +9    |